# صوفيا هيدويغ أميرة الدنمارك
صوفيا هيدويغ أميرة الدنمارك (بالدنماركية: Sophie Hedevig af Danmark)‏ (28 أغسطس 1677 - 13 مارس 1735) كانت إبنه كريستيان الخامس ملك الدنمارك وزوجته شارلوت أمالي ملكة الدنمارك.